# Mr. Arrow Key
«Mr. Arrow Key» es el séptimo sencillo de la cantante alemana Lena Meyer-Landrut. El sencillo se lanzó el 17 de mayo de 2013. Fue escrito por Lena Meyer-Landrut, Linda Carlsson y Sonny Boy Gustafsson, quien también produjo esta canción para su tercer álbum de estudio Stardust (2012).

## Antecedentes
«Mr. Arrow Key» fue escrita por Meyer-Landrut en colaboración con la cantante y compositora sueca Linda Carlsson, quien también es conocido como Miss Li en Suecia, y Sonny Boy Gustafsson, quien también produjo la canción de Lena. Lisa Carlsson también contó con Lena en otra canción llamada "ASAP". Gustafsson y Carlsson han participado en varias canciones del álbum de Lena, Stardust, en total son cinco canciones que fueron ya sean coescritas por ambos músicos y/o producidos.
«Mr. Arrow Key» fue grabada en Suecia en el Gröhndal Årstaberg Studio. Dura unos 3 minutos y 33 segundos de duración y fue publicado por primera vez el 12 de octubre de 2012 en el tercer álbum Stardust de Lena, como la segunda pista del tracklist. Técnicamente, el género de la canción es descrita como la canción pop con influencias folclóricas y el swing.
Líricamente, la canción es sobre el conflicto en la vida y el deseo de encontrar algo o alguien que tiene que establecer una dirección clara. Arrow Key se refiere a un botón de flecha, pero en la canción metafóricamente esto significa una dirección: "estado subiendo por las paredes / pero me estoy cayendo / Estuve corriendo por las calles / Pero todavía no he encontrado / Busco para, estoy buscando desesperadamente / Pero no puedo encontrar la tecla de flecha ".
El 18 de abril, se anunció que "Mr. Arrow Key" será el séptimo sencillo y tercero de Lena de su álbum a través de su cuenta y sitio web oficial. A principios de mayo, "Mr. Arrow Key", fue puesto en Amazon.
La primera televisión de la presentación fue en la mañana en la emisora Sat.1 el 12 de octubre de 2012. Ya en septiembre de 2012, Lena realizó esta canción por primera vez en el Reeperbahn Festival 2012, con algunas otras canciones de su álbum. Meyer-Landrut también interpretó la canción varias veces en su última gira, "No One Can Catch Us Tour". El 10 de mayo de 2013, actuó en The Voice Kids y la actuación consistió en Lena, ya sea sentado o de pie en la plataforma de negro y su baile en el escenario delante de audiencia.
En una entrevista de Universal Music, Lena dijo sobre la canción:

"En los últimos años, he querido varias veces me alguien que me libera de las decisiones difíciles, alguien con un plan definitivo para mi vida. Un tipo de sistema de navegación muy personal. Y ese es el momento de "Mr. Arrow Key". Escribía letras y la melodía junto con la maravillosa Linda Carlsson y la producción se hizo cargo por Sonny Gustafsson. Dos personas que trabajan para mí musicalmente casi hasta el exceso de producción del álbum. "Mr. Arrow Key", además, siempre quise una canción con una de estas trompetas retro, como sabemos desde "Beirut". Y ahora por fin tengo una."

## Vídeo musical
El vídeo musical se lanzó el 14 de mayo de 2013 y trata de varios vídeos de su gira No One Can Catch Us Tour en el Teatro de Offenbach.

## Lista  de canciones
| N.º | Título                            | Duración |  |
| 1.  | «Mr. Arrow Key»                   | 3:33     |  |
| 2.  | «Mr. Arrow Key» (Live in Hamburg) | 4:18     |  |
| 3.  | «Stardust» (Live in Hamburg)      | 5:06     |  |
| 4.  | «Goosebumps» (Live in Hamburg)    | 4:38     |  |

## Posicionamiento en listas

### Listas semanales
| Listas (2013)                         | Posición |
| ------------------------------------- | -------- |
| Alemania (Offizielle Deutsche Charts) | 46       |